# ウェブリブログ
ウェブリブログは、BIGLOBEが提供していたブログサービス。「ウェブリ」は「いつでも（Everytime）、どこでも（Everywhere）、誰でも（Everybody）」を意味する「Every」と「Web」を組み合わせて作られた造語。
2023年1月31日をもってサービスを終了した。

## 概要
2004年3月22日にサービスが開始された。開設するには、無料で取得が可能なBIGLOBEのユーザーIDが必要。
セキュリティも高く、初心者でも大容量のブログを作ることができる。さらに、サイト上のフォームから申し込めば無料で「ウェブリブログ始めてガイド」というブログの利用手引き冊子を送ってもらえるので、ブログを始めやすい。
特徴的なサービスとして、「ブログ気持玉」というクリックするだけでブログに感じた感想を付けられる機能がある（2008年12月18日から提供開始）。気持の種類は「なるほど」「驚いた」「面白い」「ナイス」「ガッツ」「かわいい」の6種類で、記事には付けられた「ブログ気持玉」の総数が表示され、数の多い「ブログ気持玉」から順に表示される。
近年、ユーザ数が微減傾向にあった。また、システム障害が多発傾向にある。

## 過去に利用していた主な著名人
- 林真理子
- 松尾スズキ
- 若村麻由美
- 遠藤久美子
- 松本若菜
- 小泉里子
- 森川由加里
- 古原靖久
- 吉田桂子
- 武田修宏
- 中島志保
- 杉山愛
- 福島晃子
- 新井麻衣
- イジリー岡田
- ドアラ（DRAGONS OFFICIAL BLOG）